# 100-мм протитанкова гармата Т-12
100-мм протитанкова гармата Т-12 (2А19) — протитанкова гармата що була створена в КБ Юргінського машинобудівного заводу № 75 під керівництвом В. Я. Афанасьєва та Л. В. Корнєєва. У 1961 році гармата була прийнята на озброєння і запущена в серійне виробництво. За кодуванням НАТО має позначення М1955.

## Опис
Лафет із двома станинами та ствол гармати було взято від 85-мм протитанкової гармати Д-48. Від Д-48 ствол Т-12 відрізнявся тільки 100-мм гладкостінною трубою-моноблоком з дуловим гальмом. Канал гармати складався з камори і циліндричної гладкостінної напрямної частини. Камора утворена двома довгими і одним коротким конусами.
Незважаючи на те, що гармата Т-12 розрахована в першу чергу для вогню прямою наводкою (має денний приціл ОП4М-40 і нічний АПН-5-40), вона обладнана додатковим механічним прицілом С71-40 з панорамою ПГ-1М і може використовуватися як звичайна польова гармата для стрільби фугасними боєприпасами із закритих позицій. Розсувні станини оснащені додатковим прибираним коліщатком, встановленим біля сошників.
Перевезення гармати Т-12 здійснюється штатним тягачем МТ-Л або МТ-ЛБ. Для руху по снігу використовувалася лижна установка ЛО-7, яка дозволяла вести вогонь з лиж при кутах піднесення до +16° з кутом повороту до 54°.

## Снаряд
У боєкомплект Т-12 входить кілька типів підкаліберних, кумулятивних та осколково-фугасних снарядів. Перші два можуть вражати танки типу М60 та «Леопард-1». Для боротьби з броньованими цілями застосовується бронебійно-підкаліберний снаряд, здатний на дистанції в 1000 метрів пробити броню товщиною 215 мм. Також з гармати Т-12 можна вести вогонь снарядами 9М117 «Кастет» з наведенням за лазерним променем і пробивають броню за динамічним захистом завтовшки до 660 мм.

## Експлуатація
В результаті експлуатації виявилася необхідність внесення невеликих змін в конструкцію лафета. У зв'язку з цим, у 1970 році з'явилася поліпшена модифікація МТ-12 «Рапіра». Головною відмінністю модернізованої моделі МТ-12 є те, що вона обладнана торсіонною підвіскою, яка при стрільбі блокується для забезпечення стабільності.
Наразі буксировані протитанкові гармати є відносною рідкістю, більшість таких гармат стоїть на озброєнні армій республік колишнього Радянського Союза. У деяких державах — колишніх членах Варшавського договору, також залишилася значна кількість 100-мм протитанкових гармат Т-12.
На озброєнні ЗС РФ перебуває понад 600 таких гармат. Хоча сьогодні у Росії ці гармати зняті з виробництва, їхній випуск продовжує китайська компанія «Норінко», що виробляє їх на експорт як «Тип 73».

## Застосування у Російсько-Українській війні
У квітні 2023 року гармати Т-12 були помічені в окупованому Криму. Очікується, що ЗС РФ планують їх застосовувати при обороні Кримського півострова. 

## Додаткові факти
- 27 серпня 2013 пострілом з Т-12 було загашено фонтанувальну пожежу свердловини на Ямальскому Самбургському родовищі.[3]

- Взимку промивання ствола гармати Т-12 проводиться тільки за допомогою дизельного палива (бензину).

- Танк Т-62 міг бути озброєний 100-мм гарматою Т-12, від установки якої відмовилися через довжину її унітарного пострілу (1200 мм).[6]